# 蓬考斯
蓬考斯，是匈牙利沃什州所辖的一个村，总面积9.27平方公里，总人口433，人口密度46.7人/平方公里（2010年1月1日）。